# Robert du Mesnil du Buisson
Marie Émile Léon Robert du Mesnil du Buisson (Bourges, 19 aprile 1895 – Caen, 8 aprile 1986) è stato uno storico, archeologo e militare francese.

## Biografia

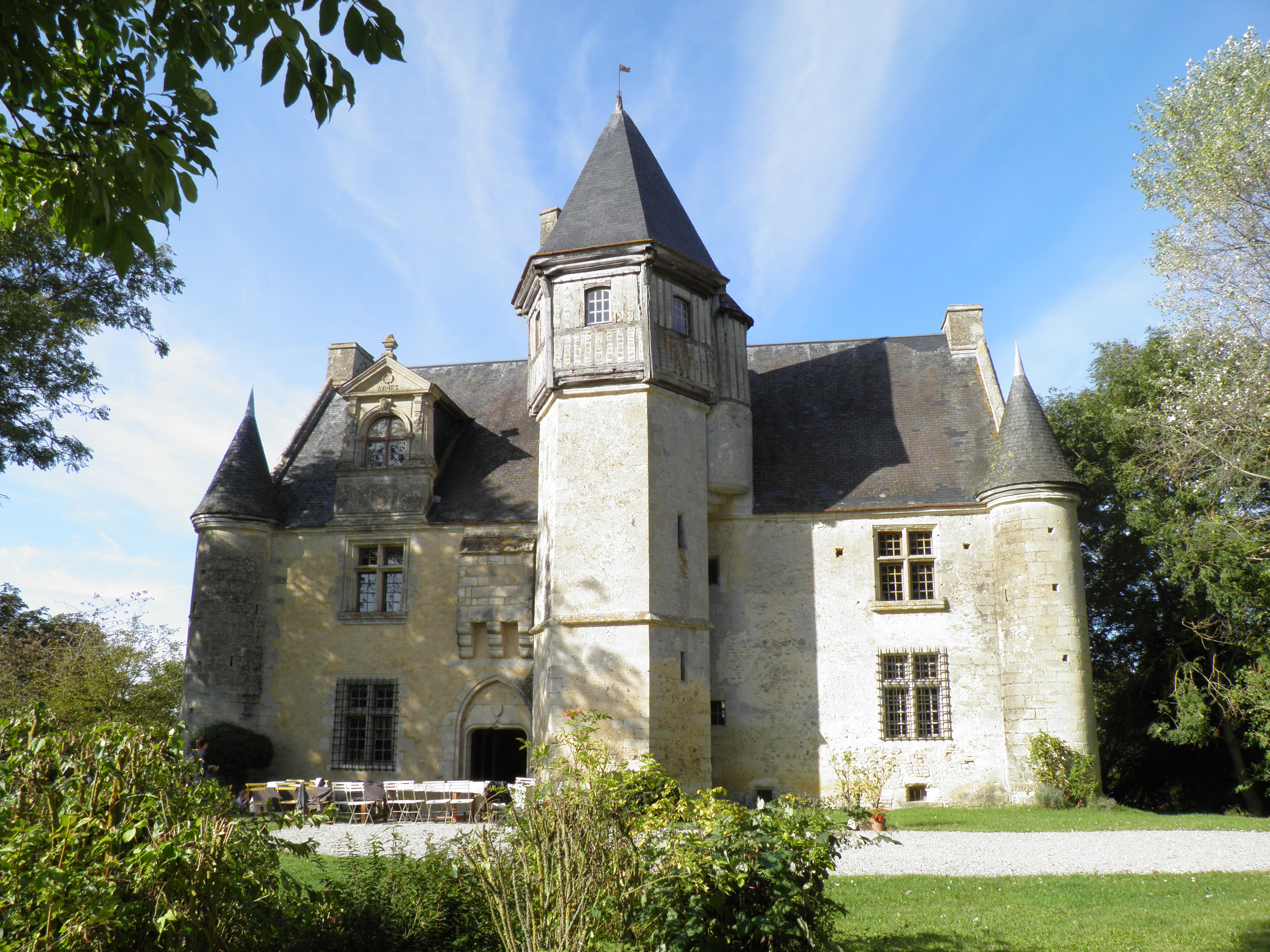
La magione di Argentelles a Villebadin

Figlio di Auguste, conte di Mesnil di Buisson e di Berthe Roussel de Courcy, era di origine nobile e suo padre era stato ufficiale dell'esercito francese.
Volontario nel 1914, si distinse nel corso della prima guerra mondiale. Tenente del VI reggimento di cacciatori a cavallo e cavaliere della Legion d'onore, sposò Jeanne Leclerc de Pulligny il 26 giugno 1923 a Parigi.
Egli è noto per la sua partecipazione agli scavi di Dura Europos come vice direttore della missione franco-americana della Yale University e dell'Académie des inscriptions et belles-lettres e nel corso di questa missione scoprì, nel 1932 - 1933, la sinagoga di Dura Europos e, con sorpresa dei suoi colleghi statunitensi, realizzò la prima pubblicazione dei famosi affreschi nel 1939. Il direttore degli scavi, Clark Hopkins lo descrisse: 
(Clark Hopkins)
Tuttavia, «il suo nome rimane legato ad una importante missione archeologica francese a Palmira» e a molte scoperte tra le quali quella del tempio di Baalshamin.
Nuovamente volontario nel 1939, come capo scavi della cavalleria di riserva, Robert du Mesnil du Buisson si distinse nei combattimenti del maggio-giugno 1940, in Belgio e in Francia e fece parte della Resistenza in Normandia.
Storico e archeologo, dottore in lettere e in diritto, professore all'École du Louvre, il conte du Mesnil du Buisson fu presidente della Société d'histoire et d'archéologie de l'Orne, presidente della société ethnographique de Paris e membro corrispondente dell'Institut de France.
Dopo il suo ritiro e pochi anni prima della sua morte accidentale, si adoperò per salvare il maniero medievale di Argentelles a Villebadin, evitandone la completa rovina.
Il conte du Mesnil du Buisson fu commendatore della Légion d'Honneur, croce di guerra 1914-1918 e 1939-1945, croce di combattente volontario, medaglia di Verdun, Siria, della Resistenza e commendatore dell'Ordre des Arts et des Lettres.

## Opere
- La Technique des fouilles archéologiques. Les principes généraux, Paris, 1934;
- La Basilique chrétienne du quartier Karm el-Arabis à Homs, Beyrouth, 1930;
- Le Site archéologique de Mishrifé-Qatna, Paris, 1935;
- Les Noms et signes égyptiens désignant des vases ou objets similaire, Paris, 1936 (thèse complémentaire soutenue à l'Université de Paris) ;
- Les peintures de la Synagogue de Doura-Europos, 245-246 après J.-C., Rome, Pontificio Istituto Biblico, 86, 1939.
- Les Tessères et les monnaies de Palmyre : un art, une culture et une philosophie grecs dans les moules d'une cité et d'une religion sémitique : inventaire des collections du Cabinet des médailles de la Bibliothèque nationale : planches, Paris, Bibliothèque nationale, 1944;
- Les tessères et les monnaies de Palmyre : un art, une culture et une philosophie grecs dans les moules d'une cite d'une religion sémitiques, planches et commentaires, Paris: E. de Boccard, 1944-1962
- Le sautoir d'Atargatis et la chaîne d'amulettes, Brill, Leiden, 1947
- Baghouz, l'ancienne Corsôtê, le Tell archaïque et la nécropole de l'âge du bronze, Préface de Ch. Virolleaud, Brill, Leiden, 1948
- Une voie commerciale de haute antiquité dans l'Orne : les origines d'Alençon, Sées, Gacé, Exmes et Argentan, Alençon, Imprimerie alençonnaise, 1951
- Préface à Martin Vermaseren, Mithra ce dieu mystérieux, Paris-Bruxelles, 1960;
- Le Manoir d'Argentelles : Sauvetage d'une œuvre d'art en péril, éd. Gallier, 1969.
- Études sur les dieux phéniciens hérités par l'Empire romain, Brill, Leiden, 1970;
- Nouvelles études sur les dieux et les mythes de Canaan, Brill, Leiden, 1973.